# Prissé
Prissé ist eine französische Gemeinde im Département Saône-et-Loire in der Region Bourgogne-Franche-Comté. Sie gehört zum Arrondissement Mâcon und zum Kanton Hurigny (bis 2015: Kanton Mâcon-Sud). Die Gemeinde hat 1.865 Einwohner (Stand: 1. Januar 2022), sie werden Prisséens genannt.

## Geografie
Prissé liegt rund acht Kilometer in westnordwestlicher Richtung von Mâcon an der Petite Grosne in der Mâconnais. Umgeben wird Prissé von den Nachbargemeinden La Roche-Vineuse im Norden, Chevagny-les-Chevrières im Osten und Nordosten, Charnay-lès-Mâcon im Osten und Südosten, Davayé im Süden, Vergisson im Westen und Südwesten sowie Bussières im Nordwesten.
Durch die Gemeinde führt die Route nationale 79. Die Gemeinde gehört zum Weinbaugebiet Bourgogne.

## Bevölkerung
| Einwohner                                                  | 1.150 | 1.354 | 1.333 | 1.409 | 1.317 | 1.381 | 1.393 | 1.435 | 1.452 | 1.336 | 1.315 | 1.245 | 1.153 | 1.112 | 1.120 | 1.084 | 1.413 | 1.457 | 1.558 | 1.522 | 1.620 | 1.719 | 1.881 |
| Ab 1962 offizielle Zahlen ohne Einwohner mit Zweitwohnsitz |       |       |       |       |       |       |       |       |       |       |       |       |       |       |       |       |       |       |       |       |       |       |       |

## Sehenswürdigkeiten
- Schloss La Combe aus dem 17. Jahrhundert
- Schloss Monceau aus dem 17. Jahrhundert, seit 1941 Monument historique

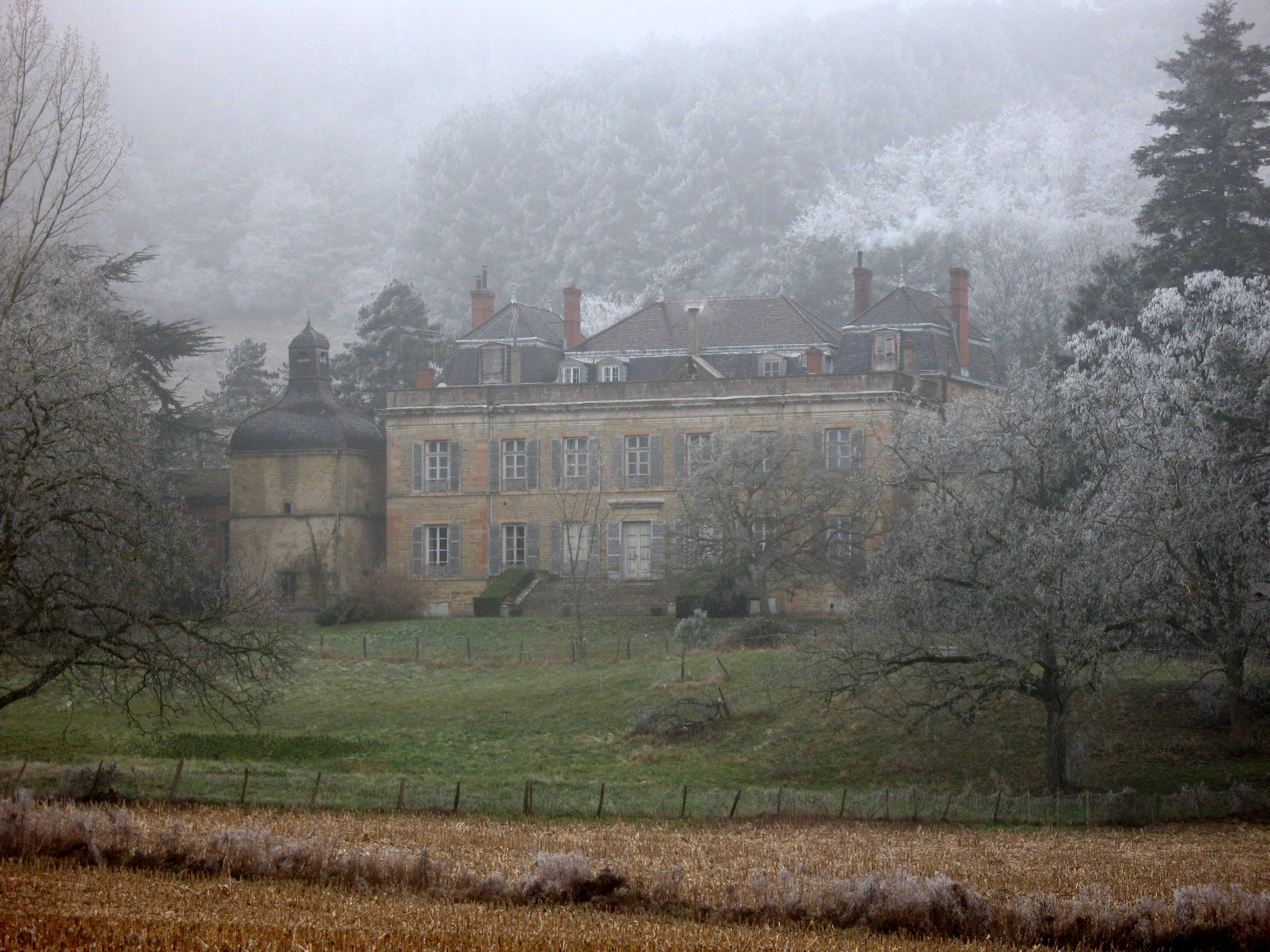
Schloss La Combe
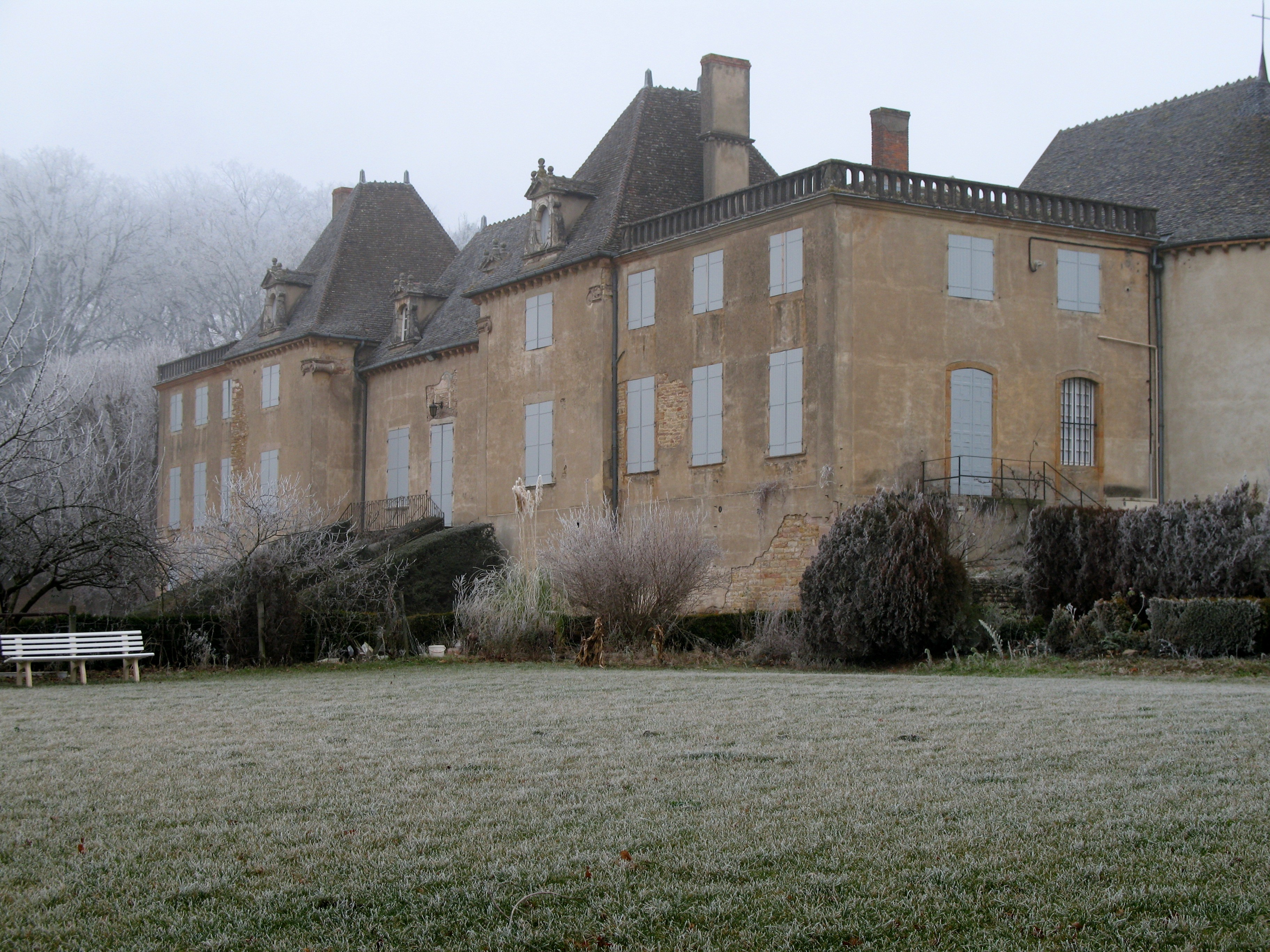
Schloss Monceau